# Konzert für Orgel, Streicher und Pauke (Poulenc)
Das Konzert für Orgel, Streicher und Pauke in g-Moll, FP93 ist ein Orgelkonzert des französischen Komponisten Francis Poulenc.

## Entstehung
Das Orgelkonzert entstand im Jahr 1938 auf Wunsch von Poulencs Mäzenin Prinzessin Edmond de Polignac. Das Werk mit der ungewöhnlichen Besetzung stellt eine Hommage des Komponisten an Johann Sebastian Bach dar. Im 20. Jahrhundert war es längst nicht mehr üblich, ein Solokonzert für Orgel zu schreiben, lag die Blüte dieses Genres doch im Barockzeitalter, mit Werken von unter anderem Antonio Vivaldi und Georg Friedrich Händel. Ebenso wie in seinem Cembalokonzert verwendet Poulenc also eine aus dem Barock stammende Form für eine gemäßigt moderne Musik in weit gefasstem G-Moll. Im Gegensatz zu den meisten Werken der alten Meister schreibt der Komponist hier allerdings eine Orgel mit einem sehr großen Werk vor, um gigantische Klangeffekte zu erzielen. Die ungewöhnliche Nennung der Pauke als Soloinstrument ist dem Einfallsreichtum und der Experimentierfreude Poulencs geschuldet.

## Zur Musik
Das Orgelkonzert Poulencs besteht aus einem großen Satz, welcher in sieben kleinere Abteilungen unterteilt ist.
Das am Beginn stehende Andante eröffnet das Konzert mit einem Thema der Soloorgel, welche Tutti mit vollem Werk zu agieren hat. Die bedrohlich klingende Antwort des Orchesters wird von leisen Paukenschlägen untermalt. Nach einem weiteren Solo der Orgel, nun in piano, stellt das Orchester „très doux et intense“ ein lyrisches Thema vor, bevor mit verminderten Septakkorden der bedrohliche Duktus des Beginns, begleitet von lauten Paukenschlägen, zurückkehrt. Hier setzt das Allegro giocoso ein mit einem bewegten Thema in G-Moll und typischer Chromatik g-fis-f-e-es, welches zunächst im Orchester erklingt und von der Orgel mit fallenden Tonleitern beantwortet wird. Dieser Gedanke lässt sich als Hauptthema des Konzertes bezeichnen und kehrt in der Folge einige Male wieder, so bei Ziffer 8 in der Dominant-Tonart D-Moll.
Der kurze Allegroteil geht in ein bedächtiges Subito andante moderato über, welches zunächst von der Orgel solo bestritten wird, bevor das Orchester die lyrische Stimmung aufnimmt (Ziffer 14) und in nahezu lupenreinem A-Dur auf warme und ergreifende Weise weiterführt. Dies ist der längste Abschnitt des Konzertes; das Thema wird hier auf einfallsreiche Weise durchgeführt und verarbeitet. Gegen Ende beschleunigt sich das Geschehen unter aufpeitschenden Akkorden von Orgel und Pauke, welche teilweise ins Dissonante abgleiten und den Übergang zum Tempo allegro, molto agitato vorbereiten. Hier wird das Allegro-Thema der zweiten Abteilung wieder aufgenommen und mit schnellen Läufen der Streicher vorangetrieben. Dieser Teil gipfelt in einem großen Orgelsolo, in welches auch die Pauke mit mächtigen Schlägen einstimmt. Das folgende Lento besteht zunächst aus klagenden Streicherfiguren auf dem Untergrund der sanfter registrierten Orgel. Erneut führen aber mächtige Akkorde von Orgel und Pauke zum nächsten Allegro, welches erneut das Hauptthema aufnimmt. Die Orgel spielt das leicht veränderte Thema auf markanter Staccatobegleitung der Streicher. Der abschließende Largo-Teil des Konzertes beginnt mit dem Zitat des Konzertbeginns, bevor die Orgel diesen Gedanken piano verarbeitet: zunächst solo, anschließend begleitet von den Streichern. Ein ruhiger Charakter durchzieht den letzten Teil fast bis zum Ende. Hier wirft die nun markant mit Zungenpfeifen („Tutti + octaves aigues“) registrierte Soloorgel einen letzten, den Beginn zitierenden Mordent g-fis-g ein, welcher zum abschließenden Tutti-g des ganzen Orchesters in dreifachem forte führt.

## Wirkung
Das Orgelkonzert wurde am 21. Juni 1939 mit Maurice Duruflé an der Orgel des Salle Gaveau in Paris uraufgeführt. Das innovative Konzert gehört heute zu den meistgespielten Werken Poulencs und in den Kanon der bedeutenden Orgelkonzerte. Deshalb wird es häufig in aller Welt aufgeführt.